# Солунска болница „Света София“
Солунската болница „Света София“ (на гръцки: Νοσοκομείο Θεσσαλονίκης „Αγία Σοφία“) е историческа руска болница в македонския град Солун, Гърция, в миналото е разположена на адрес, съответстващ на днешната улица „Константинуполи“ № 49. След сливане в 1983 година с болницата „Хипократ“ вече е част от Солунска многопрофилна болница „Хипократ“.
В края на XIX и началото на XX век е построена болница от руската общност в Солун за посрещане на нейните нужди, която става известна като Руската болница, но официално се казва „Света София“. Тя се намира между другите две болници „Теагениос“ и „Хирш“. След Руската революция в 1917 година, сградата е изоставена от руснаците и се използва за болница за гръцките бежанци от Русия. В 1925 година болницата е прекръстена на Македонска акушерска клиника. Първият ръководител на болницата е акушер-гинекологът и политик Йоанис Пасалидис. В 1939 година е прекръстена на Общинска акушеро-гинекология. В 1947 година в нея се установява и акушерско училище. След десет години с усилията на Медицинския факултет на Солунския университет и на студентите по медицина, до болницата „Хипократ“ се основава нова обща болница. В 1975 година там е прехвърлена Общинската акушеро-гинекология и в 1977 година е прекръстена на Многопрофилна болница „Света София“. Разширява се до 390 легла и в нея работят следните клиники – хирургия, акушеро-гинекология, педиатрия, ендокринология, нефрология и трансплантация, детска хирургия, неонатология, анестезиология, интензивно отделение и реанимация и няколко лаборатории, сред които микробиология, биохимия, хормонология и цитология, радиология и други.
В 1983 година двете многопрофилни болници „Хипократ“ и „Света София“ се сливат и достигат капацитет от 626 легла. Сливането им се налага от нуждата от създаване на по-широкоспециализирана многопрофилна болница.